# Markentransparenz
Markentransparenz besteht dann, wenn die angesprochenen Verkehrskreise, den einzelnen Marken entsprechende Merkmale, wie z. B. Qualität oder Herkunft zuordnen können. 
Durch die zunehmende Übung, einzelne Produkte mit mehreren Marken zu versehen, ist es für die angesprochenen Verkehrskreise, z. B. dem Verbraucher, schwieriger, zwischen der Flut von Marken zu unterscheiden. Es ist daher für die angesprochenen Verkehrskreise nicht transparent, welche Marke mit welchem (Qualitäts-)Merkmal verbunden ist.